# Ajac
Ajac ist eine Gemeinde im französischen Département Aude in Okzitanien. Sie gehört zum Kanton La Région Limouxine im Arrondissement Limoux. Sie grenzt im Norden an Loupia, im Nordosten an Malras und La Digne-d’Aval (Berührungspunkt), im Osten an La Digne-d’Amont, im Süden an Castelreng, im Südwesten an La Bezole und im Westen an Villelongue-d’Aude.

## Bevölkerungsentwicklung
| Jahr      | 1962 | 1968 | 1975 | 1982 | 1990 | 1999 | 2005 | 2017 |
| --------- | ---- | ---- | ---- | ---- | ---- | ---- | ---- | ---- |
| Einwohner | 218  | 219  | 226  | 217  | 209  | 196  | 228  | 187  |